# Valentina Tóth
Valentina Tóth (Leeuwarden, 1994) is een Nederlandse actrice, zangeres, theatermaker, liedjesschrijver, cabaretier en voormalig pianiste. 

## Carrière
Tóth studeerde acteren aan het RITCS in Brussel en piano aan het Koninklijk Conservatorium Brussel. Na haar afstuderen als actrice in 2018, speelde ze rollen bij Het Houten Huis, Theater Antigone, Toneelschuur Producties, WOLF WOLF en Groots en Meeslepend.
In 2014 kreeg zij een Diapason d'or toegekend voor haar cd Hungarian Horizon.
Ze was in het verleden te zien als de huispianiste van het televisieprogramma De tiende van Tijl (NPO 2) in seizoen 4, 5 en 6.
In 2022 won zij tijdens het Amsterdams Kleinkunst Festival zowel de juryprijs Wim Sonneveldprijs (juryprijs) als de publieksprijs. Ook werd zij door de Volkskrant uitgeroepen als hét Comedy Talent van 2023.
In februari 2024 ging Tóth in première met haar eerste avondvullende theatervoorstelling 'Wildbloei'. Deze werd in oktober van dat jaar bekroond met de cabaretprijs Neerlands Hoop.
In november 2024 werd bekend dat Valentina mee zou gaan spelen in een nieuw seizoen van het sketchprogramma Klikbeet.

## Solovoorstellingen
- 2023-2025: Wildbloei